# Polyspilota montana
Polyspilota montana är en bönsyrseart som beskrevs av Max Beier 1931. Polyspilota montana ingår i släktet Polyspilota och familjen Mantidae. Inga underarter finns listade i Catalogue of Life.